# JCO (société)
Pour les articles homonymes, voir Couturier et JCO.
 (novembre 2011).
JCO (Jacques Couturier Organisation) est une société française spécialisée dans la création et la réalisation de spectacles pyrotechniques.

## Historique
Jacques Couturier, passionné de feux d'artifice, quitte son métier d'instituteur à la Limouzinière (85) en 1987 pour créer en 1988 : JCO, une société de spectacles pyrotechniques. Jacques Couturier se perfectionne dans la mise en scène de  ses spectacles avec l'arrivée de ses enfants dans la société : Joseph, comédien et monteur de film et Soisik qui gère la partie logistique et production.
En 1992, JCO devient Centre agréé de formation d'artificier et entreprend la construction d'un site pyrotechnique "Planète artifices" classé Seveso II à Chaillé-sous-les-Ormeaux.
En 1996, JCO est sélectionné au Concours international de feux d'artifice pyromélodiques de Monaco. Jacques Couturier remporte le 1er Prix de ce concours avec un spectacle en hommage à Verlaine.